# Classe Quantum
 (décembre 2013).
La classe Quantum est une série de trois navires de croisière construits pour la société Royal Caribbean. Actuellement, deux sont en service et le troisième en construction aux chantiers Meyer Werft de Papenburg. Le projet, originellement connu sous le nom de « Sunshine Project », est constitué de quatre navires jumeaux appelés Quantum of the Seas (mis en service en novembre 2014), l’Anthem of the Seas (mis en service en avril 2015), l’Ovation of the Seas (mis en service en avril 2016) et le Spectrum of the Seas (mis en service en avril 2019) . Conçu pour surpasser les navires de la Classe Freedom, les navires de la «Classe Quantum» seront (en jauge brute) les deuxièmes plus gros paquebots du monde derrière les navires de la Classe Oasis.

## Histoire
Le 11 février 2011, la compagnie Royal Caribbean a annoncé avoir commandé le premier navire d’une nouvelle série (alors connue sous le nom «Sunshine Project») aux chantiers Meyer Werft de Papenburg.
Le 29 février 2012, un second navire, livrable pour avril 2015, est commandé aux mêmes chantiers.
Le 31 janvier 2013, la Royal Carribean annonce le nom officiel de la série ainsi que les noms des deux premiers navires. À partir de ce moment, le «Sunshine Project» est connu sous le nom de «Classe Quantum», le premier navire est appelé Quantum of the Seas et le second est nommé Anthem of the Seas.
Le 30 mai 2013, un troisième navire, livrable pour 2016, est commandé aux mêmes chantiers et la commande d’un quatrième et d'un cinquième navires est à l’étude. Le 18 septembre 2014, le nom du troisième navire de la «Classe Quantum» est révélé au public ; il sera nommé Ovation Of the Seas. Le nom des 2 autres navires est encore inconnu.

### Navires de la «Classe Quantum»
| Nom du navire        | Image | IMO     | Statut     | Mise en service |
| -------------------- | ----- | ------- | ---------- | --------------- |
| Quantum of the Seas  |       | 9549463 | En service | Novembre 2014   |
| Anthem of the Seas   |       | 9656101 | En service | Avril 2015      |
| Ovation of the Seas  |       | 9697753 | En service | Avril 2016      |
| Spectrum of the Seas |       | 9778856 | En service | Avril 2019      |
| Odyssey of the Seas  |       | 9795737 | En service | Avril 2021      |